# 麥克勞克林崖
71°35′S 67°32′W / 71.583°S 67.533°W
麥克勞克林崖（英語：McLaughlin Cliffs），是南極洲的海崖，位於帕爾默地，處於阿姆斯特朗冰川和康奇冰川之間，俯瞰喬治六世海峽，現時由南極條約體系管理。